# Liste der Kulturgüter in Greyerz
Die Liste der Kulturgüter in Greyerz enthält alle Objekte in der Gemeinde Greyerz (fr. Gruyères) im Kanton Freiburg, die gemäss der Haager Konvention zum Schutz von Kulturgut bei bewaffneten Konflikten, dem Bundesgesetz vom 20. Juni 2014 über den Schutz der Kulturgüter bei bewaffneten Konflikten sowie der Verordnung vom 29. Oktober 2014 über den Schutz der Kulturgüter bei bewaffneten Konflikten unter Schutz stehen.
Objekte der Kategorien A und B sind vollständig in der Liste enthalten, Objekte der Kategorie C fehlen zurzeit (Stand: 1. Januar 2023).

## Kulturgüter
| Foto | | Objekt | Kat. | Typ | Standort                                                  | Beschreibung                                                             |
| ---- | --- | --- | ---- | --- | --------------------------------------------------------- | ------------------------------------------------------------------------ |
| ja   | Datei hochladen · Wikidata zu Greyerz, gallo-römische Besiedlung, Marktflecken mit mittelalterlich-neuzeitlichem Schloss (Q123913241)            | Greyerz, gallo-römische Besiedlung, Marktflecken mit mittelalterlich-neuzeitlichem Schloss / Gruyères, occupation gallo-romaine, bourg avec château médiéval-temps modernes KGS-Nr.: 00036                                             | A    | G   | 572628 / 159216                                           |                                                                          |
| ja   | Datei hochladen · Wikidata zu Schloss der Grafen von Greyerz (Q691966)                                                                           | Schloss der Grafen von Greyerz mit Hausmeisterwohnung, Kapelle Saint-Jean und Schlossmauer / Château des comtes de Gruyères avec conciergerie, chapelle Saint-Jean et enceinte KGS-Nr.: 02192                                          | A    | G   | Rue du Château 8, 10, 10a-10h 572818 / 159327             |                                                                          |
| ja   | Datei hochladen · Wikidata zu Haus bekannt als Chalamala (Q29479176)                                                                             | Haus Chalamala / Maison Chalamala KGS-Nr.: 02193 | A    | G   | Rue du Bourg 47 572644 / 159265                           |                                                                          |
| ja   | Datei hochladen · Wikidata zu Befestigungen (Stadtmauer, Turm von Chupyâ-Bârba, Charrière des Morts, Belluard) (Q29479169)                       | Festungsanlagen / Fortifications KGS-Nr.: 02194 | A    | G   | 572600 / 159140                                           | Umfasst Stadtmauer, Chupyâ-Bârba-Turm, Charrière des Morts und Belluard. |
| ja   | Datei hochladen · Wikidata zu Ehemalige Kartause de la Part-Dieu mit Torhaus und Kapelle, ehemaliges Mönchshaus und Ruinen der Mühle (Q29479167) | Ehemalige Kartause La Part-Dieu mit Torhaus und Kapelle, ehemaliges Mönchshaus und Ruinen der Mühle / Ancienne chartreuse de la Part-Dieu avec porterie et chapelle, ancienne maison des frères et ruines du moulin KGS-Nr.: 02196     | A    | G   | La Part-Dieu 75, 193, 306, 306a 567684 / 160725           |                                                                          |
| ja   | Datei hochladen · Wikidata zu Tor und befestigtes Haus der Familie Saint-Germain (Q7400636)                                                      | Tor und befestigtes Haus der Familie Saint-Germain, derzeit HR Giger Museum / Porte et maison forte des Saint-Germain, actuellement Musée HR Giger KGS-Nr.: 02198                                                                      | A    | G   | Rue du Château 2 572696 / 159260                          |                                                                          |
| ja   | Datei hochladen · Wikidata zu Schloss der Grafen von Greyerz (Sammlung) (Q108203180)                                                             | Sammlungen im Schloss der Grafen von Greyerz / Collections au château des comtes de Gruyère KGS-Nr.: 08689 | A    | S   | Rue du Château 10 572823 / 159327                         |                                                                          |
| ja   | Datei hochladen · Wikidata zu Haus Castella (Q29479173)                                                                                          | Haus Castella / Maison Castella KGS-Nr.: 09476 | A    | G   | Rue du Bourg 7 572550 / 159174                            |                                                                          |
| ja   | Datei hochladen · Wikidata zu Haus Gachet (Q29479172)                                                                                            | Haus Gachet / Maison Gachet KGS-Nr.: 09477 | A    | G   | Rue du Bourg 39 572622 / 159239                           |                                                                          |
| ja   | Datei hochladen · Wikidata zu Scheune Laviau (Q29479171)                                                                                         | Domänenscheune Le Laviau / Grange domaniale du Laviau KGS-Nr.: 09972 | A    | G   | Route de Saussivue 73a 572751 / 158854                    |                                                                          |
| ja   | Datei hochladen · Wikidata zu Kornmasse (Q123923236)                                                                                             | Kornmasse / Mesures à grains KGS-Nr.: 16759 | A    | G   | Rue du Bourg (devant 24) 572630 / 159206                  |                                                                          |
| BW   | Datei hochladen · Wikidata zu Chalet de la Chaux-Dessous (Q29695068)                                                                             | Chalet de la Chaux-Dessous KGS-Nr.: 02195 | B    | G   | Moléson-sur-Gruyères, Place de l’Aigle 12 569023 / 156884 |                                                                          |
| ja   | Datei hochladen · Wikidata zu Kirche Saint-Théodule (Q29695207)                                                                                  | Pfarrkirche Saint-Théodule mit Kirchenschatz / Église paroissiale Saint-Théodule avec trésor KGS-Nr.: 02197 | B    | G   | Rue de l’Église 20 572770 / 159212                        |                                                                          |
| ja   | Datei hochladen · Wikidata zu Gedeckte Brücke, genannt Pont-qui-Branle (Q29695240)                                                               | Gedeckte Brücke, genannt Pont-qui-Branle / Pont couvert dit le Pont-qui-Branle KGS-Nr.: 02201 | B    | G   | Epagny, Chemin du Châtelet 573573 / 159204                |                                                                          |
| BW   | Datei hochladen · Wikidata zu Ehemalige Kaplanei und Kapelle des Instituts Saint-Joseph, heute Tibet Museum - Stiftung Alain Bordier (Q29695083) | Ehemalige Kaplanei und Kapelle des Instituts Saint-Joseph, heute Tibet Museum - Stiftung Alain Bordier / Ancienne aumônerie et chapelle de l'Institut Saint-Joseph, actuellement Tibet Museum - Fondation Alain Bordier KGS-Nr.: 13202 | B    | G   | Rue du Château 4 572715 / 159275                          |                                                                          |
| BW   | Datei hochladen · Wikidata zu Alphütte (Q29695099)                                                                                               | Alphütte / Chalet d’alpage KGS-Nr.: 13204 | B    | G   | Mongeron 239 570393 / 157922                              |                                                                          |
| BW   | Datei hochladen · Wikidata zu Preventorium, genannt Chalet des Enfants (Q29695130)                                                               | Preventorium, genannt Chalet des Enfants / Préventorium dit Chalet des Enfants KGS-Nr.: 13205 | B    | G   | Route des Vernes 28 571681 / 159028                       |                                                                          |
| BW   | Datei hochladen · Wikidata zu Kapelle des ehemaligen Kollegs von La Salette de Bouleyres (Q29695146)                                             | Kapelle des ehemaligen Kollegs von La Salette de Bouleyres / Chapelle de l’ancien collège de la Salette de Bouleyres KGS-Nr.: 13206 | B    | G   | Chemin de Bouleyres 1a 573441 / 161292                    |                                                                          |
| ja   | Datei hochladen · Wikidata zu Kapelle Sainte-Anne (Q29695161)                                                                                    | Kapelle Sainte-Anne / Chapelle Sainte-Anne KGS-Nr.: 13207 | B    | G   | Epagny, Route de l’Intyamon 345a 572925 / 159709          |                                                                          |
| BW   | Datei hochladen · Wikidata zu Herrenhaus Castella du Clos Muré (Q29695178)                                                                       | Herrenhaus Castella du Clos Muré / Manoir Castella du Clos Muré KGS-Nr.: 13208 | B    | G   | Route de Gruyères 68 572087 / 159224                      |                                                                          |
| BW   | Datei hochladen · Wikidata zu Bauernhof des Châtelet, bekannt als de Sparre (Q29695193)                                                          | Bauernhof Les Châtelet, genannt Sparre / Ferme du Châtelet dit de Sparre KGS-Nr.: 13209 | B    | G   | Chemin du Châtelet 20 573967 / 158865                     |                                                                          |